# Tina Pica
Concetta Luisa Annunziata "Tina" Pica, född 31 mars 1884 i Neapel, Kampanien, död 16 augusti 1968 i samma stad, var en italiensk skådespelerska.

## Utmärkelser
Pica vann Nastro d'argentos pris för bästa kvinnliga biroll 1955 för Kärlek, bröd och svartsjuka.

## Roller i urval
- 1952 – Åklagaren
- 1953 – Kärlek, bröd och fantasi
- 1954 – Fest i Neapel
- 1954 – Kärlek, bröd och svartsjuka
- 1954 – Neapels guld
- 1955 – Un eroe dei nostri tempi
- 1963 – Igår, idag, imorgon